# Religioses de la Puresa de Maria
Les Religioses de la Puresa de Maria, oficialment Puresa de Maria Santíssima (en llatí Religiosae Puritatis Mariae), són una congregació religiosa femenina dedicada a l'ensenyament. Les seves germanes posposen al seu nom les sigles R.P.M. Les Religioses de la Puresa de Maria es dediquen a l'ensenyament, amb una espiritualitat ignasiana i mariana, mantenint escoles i algunes residències universitàries per a joves. Només a l'Àfrica han obert dos hospitals. Al final de 2010, la congregació està formada per 279 religioses en 28 centres educatius, tres residències universitàries i dos hospitals.

## Història
La congregació fou fundada per Gaietana Alberta Giménez i Adrover qui, amb algunes de les alumnes de la primera promoció de mestres de l'Escola Normal de Mallorca que dirigia, van decidir de formar una congregació religiosa dedicada a l'ensenyament que continués l'obra iniciada per la fundadora al Reial Col·legi de la Puresa, que havia reformat i on havia iniciat una innovadora reforma pedagògica. Tomàs Rullan, vicari diocesà de Mallorca, donà el seu suport i Alberta en redactà les constitucions i estatuts, donant origen a la Congregació de Religioses de la Puresa de Maria.
El bisbe donà l'autorització el 19 de setembre de 1874, quan se'n constituí la primera comunitat, a l'antic Col·legi de la Puresa de Palma, formada per: Alberta Giménez, Maria Aloi, Caterina Fornés, Magdalena Frau, Dolors Guardiola i Caterina Togores. El 2 d'agost de 1892 s'aprovaren les constitucions, i a partir de 1897 començaren a obrir-se centres fora de Mallorca (fins llavors n'hi havia a Manacor i Inca), a València. El 10 de maig de 1901, el papa Lleó XIII va aprovar l'institut.
Reduïdes a Mallorca durant diverses dècades, s'expandiren primer per Llevant i després pel sud-est peninsular, Catalunya i Canàries. Actualment mantenen especial presència a Mallorca (Palma, Inca, Manacor), a més de València, Santa Cruz De Tenerife, Madrid, Granada i Sant Cugat del Vallès (Barcelona) (1974, abans a Barcelona des del 1950).